# Aceria ilicis
Aceria ilicis (лат.) — вид галловых клещей из семейства Eriophyidae. Распространён в странах Европы (в Италии, Испании, на Кипре, Нидерландах, Португалии, Испании и Франции), где произрастает дерево-хозяин дуб каменный, но иногда могут поражать листья и других дубов, в том числе дуб черешчатый, дуб кермесовый, Quercus ithaburensis и Quercus ithaburensis subsp. macrolepis. Клещей можно легко опознать по галлам, характерным мешочкам, образованным ими на обратной стороне листа растения хозяина. Внутри галлов клещи питаются и размножаются.